# Arthur Saint-Léon
Arthur Saint-Leon (Paris, 17 de setembro de 1821 – 2 de setembro de 1870) foi um coreógrafo, bailarino e violinista. Foi mestre de ballet do Balé Imperial de São Petesburgo de 1859 a 1869.
Coreógrafo, bailarino e violinista, um artista de imaginação fértil, cuja carreira se estendeu a Londres e São Petersburgo. Seus primeiros trabalhos foram realizados no Teatro Ópera de Paris, nesta época inspirado por sua mulher, que era bailarina. Dava à dança uma forma de notação com o objetivo de fixar combinações de passos, tal como os compositores fazem com as notas musicais. Levou seus trabalhos a grandes teatros europeus, sem nunca ter se desvinculado do Ópera de Paris. Trabalhou também nos balés russos durante muito tempo. Sua obra prima é Coppelia, que estreou em Paris com estrondoso sucesso, porém, devido à guerra franco-prussiana, o Teatro Ópera de Paris foi fechado. Saint-Leon, morreu em Paris de uma crise cardíaca, com 49 anos.